# 科多 (马拉尼昂州)
科多是巴西马拉尼昂州的一个市镇。总面积4364.499平方公里，总人口121937人，人口密度27.9人/平方公里。